# Абдуррахман
Абдуррахман (між 1840 та 1844 — 1 жовтня 1901) — емір Афганістану у 1880–1901 роках. Він відомий тим, що вчинив геноцид хазарейців, а також об’єднав країну після багатьох років внутрішньої боротьби та переговорів з Британською Індією про Лінію Дюрана.
Абдур Рахман-хан був єдиним сином Мухаммеда Афзаль-хана та онуком Дост Мухаммед-хана, засновника династії Баракзаїв. Абдур Рахман-хан відновив владу афганського уряду після безладу, що стався після другої англо-афганської війни. Він став відомий як "Залізний емір", тому що його уряд був військовим деспотизмом. Цей деспотизм спирався на добре оснащену армію і керувався чиновниками, підлеглими непохитній волі та контрольованими широко поширеною системою шпигунства.
Прізвисько «Залізний емір» також пов’язане з його перемогою над низкою повстань різних племен, очолюваних його родичами. Одне джерело каже, що під час його правління відбулося понад 40 повстань проти його правління. Один британський чиновник назвав правління Абдур Рахман-хана «епохою терору», оскільки він вважався деспотичним і за 21 рік перебування на посаді еміра було страчено до 100 000 людей. Тисячі інших померли від голоду, підхопили смертельні хвороби та померли, були вбиті його армією або були вбиті під час його насильницького переселення племен. Однак він був, мабуть, найбільшим військовим генієм, коли-небудь народженим Афганістаном.

## Біографія
З ранніх років, будучи призначеним правителем Таш-Кургана, брав участь у кількох походах, що здійснювались задля придушення повстань окремих афганських племен.
Після вступу у 1864 році на престол Шир-Алі-хана брав участь у складі військ свого батька Афзул-хана й дядька Азім-хана у боротьбі з могутнім еміром Шир-Алі. Завоював у 1866 році Кабул, де укріпився його батько. Після смерті батька у 1867 році й вигнання Азім-хана Шир-Алі-ханом втік до Бухари, але не знайшов особливого співчуття від бухарського еміра й повернувся до Балха, продовжуючи війну проти Шир-Алі. Будучи вщент розбитим під Газні, втік на кордон Індії, але потім, не довіряючи англійцям, через Персію прибув у Мешед, звідти до Хіви й далі, через Бухару, прибув у Самарканд до генерала Абрамова. Проживаючи в екзилі в Самарканді, Абдуррахман уважно стежив за усіма подробицями війни з англійцями, вичікуючи на зручну нагоду для того, щоб заявити свої права на престол.

### Вступ на престол
У 1878 році почалась друга англо-афганська війна. Якуб-хан був скинутий британсько-індійським урядом та відправлений до Індії. Країна, яка не мала правителя, окупована іноземними військами, заглиблена у розбрат, почала поринати в анархію. З іншого боку, становище англо-індійських військ було важким — почалась народна партизанська війна проти них, яка загрожувала стати затяжною. В таких умовах Абдуррахман вирішив знову пошукати щастя у боротьбі за престол.
Навесні 1880 року він залишив Самарканд і з'явився в Афганському Туркестані, де упродовж кількох тижнів зібрав навколо себе значну кількість прибічників. Звістка про повернення Абдуррахмана в Афганістан швидко облетіла країну й у багатьох місцях була сприйнята населенням із неприхованим оптимізмом. За таких обставин англійці вирішили використати появу Абдуррахмана з метою вийти зі скрутного становища, в якому вони опинились. За розпорядженням віце-короля Індії назустріч Абдуррахману, для перемовин з ним, відряджається дипломат Лепель Гріффін. При цьому, користуючись відокремленістю західних областей Афганістану й перебуванням у Гераті сердаря Аюб-хана, брата і прибічника скинутого Якуб-хана, ворожого до Абдуррахмана, англійці пропонують останньому в управління тільки Східний Афганістан, маючи намір утворити з Гератської та Кандагарської областей особливе ханство. Цим розділом країни на дві самостійні частини англійці сподівались послабити Афганістан. Однак Абдуррахман не пристав на ці умови: він заявив, що має керувати країною у тих самих кордонах, в яких її було залишено його дідом Дост Мухаммедом. Після тривалих перемовин з Абдуррахманом, зважаючи на його впертість та популярність у країні, остерігаючись хвилювань серед афганців, англійці поступились, й Абдуррахман, обраний у травні 1880 року на Кабульському дурбарі (збори афганських старійшин) еміром Афганістану, був визнаний у цьому званні англійцями.
22 липня 1880 року князі Східного й Середнього Афганістану проголосили Абдуррахмана еміром. Після поразки британського експедиційного корпусу в Афганістані, Абдуррахман домігся перегляду умов Гандамакської угоди, але погодився на обмеження суверенітету країни.

### Правління
Невдовзі після вступу на престол та після евакуації англо-індійських військ, Абдуррахману довелось витримати боротьбу з Аюб-ханом Гератським, причому первинно перевага була на боці останнього. Проте у вересні 1881 року Аюб-хан був, зрештою, розбитий та втік до Герата, але оскільки ця фортеця виявилась вже зайнятою Абдуррахманом, втік до Персії, а потім — до Індії. Підкоривши своїй владі Герат і Кандагар, Абдуррахман повернувся до Кабула, енергійно ставши до посилення своєї влади.
Вожді, які ввижались небезпечними, були приборкані, вигнані з країни чи призначені на такі посади, де вони були під постійним наглядом еміра. Стосовно до тих, хто опирався, було вжито досить рішучих заходів. З 1883 року Абдуррахман почав отримувати від англо-індійського уряду річну субсидію у розмірі 1.200 тис. рупій (у подальшому збільшено до 1.800 тис.) з певним призначенням на оборонні заходи на північно-західному кордоні. Кілька разів Абдуррахману довелось придушувати повстання різних афганських племен. Так у 1886 році повстали гільзайські племена, але ці погано озброєні та недисципліновані дикуни були швидко приборкані. Повстання повторилось у 1887 році, але з іще меншим успіхом.
У 1888 році Абдуррахману довелось мати справу із заворушенням, що стало найбільшим випробуванням його влади. Його двоюрідний брат Мухаммед-Ісхак-хан, який напівнезалежно керував Афганським Туркестаном, проголосив себе еміром, підбуривши повстання. Абдуррахман у цей час хворів. Довідавшись про повстання, він відрядив проти Ісхак-хана загін з 13 батальйонів піхоти, 4 полків кавалерії та 26 гармат під загальним командуванням Гулям-Гайдар-хана. Війська рушили через Баміан; одночасно наказано було рухатись проти заколотників правителю Катагана й Бадахшана. 23 вересня ці загони з'єднались, а 29 вересня стався запеклий, кривавий бій у долині Газні-гак, у 3-х милях на південь від Таш-Кургана. Чисельність військ Ісхак-хана сягала 24 тисяч чоловік. Бій тривав з самого ранку до пізньої ночі. Спочатку всі шанси були на боці противника: на лівому фланзі колона правителя Катагана була відрізана від головних сил і зазнала жорстокої поразки. Багато хто з солдат Абдуррахмана почав тікати до Ісхак-хана. Проте останній не брав особистої участі в битві, та побачивши солдат еміра, які бігли до нього, уявив, що його війська розбиті, й почав тікати, що спричинило паніку у його загоні й дало змогу Гулям-Гайдару здобути перемогу.
У 1890—1892 роках Абдуррахману знову довелось мати справу з серйозними повстаннями хазарейців, що населяли гірську частину Афганістану між Кабулом, Газні, Келаті-Гільзаєм та Гератом. Тільки після запеклої гірської війни, що тривала понад 2 роки, еміру вдалось підкорити їх своїй владі.
У 1893 році Абдуррахман уклав з Англією нову угоду стосовно розмежування сфер впливу в деяких прикордонних областях. Відповідно до цієї угоди до складу країни було включено Кафірістан. Жителі цієї області не бажали втрачати свою самостійність, що змусило еміра схилити їх до цього збройною силою. Війська еміра вторглись у Кафірістан наприкінці 1895 року чотирма колонами з різних боків й упродовж 40 днів країну було зайнято.
У 1900 році Абдуррахман написав свою автобіографію перською мовою, перекладену англійською та російською. Ця праця є дуже цінною для Афганістану, хоч вона і сповнена самовихваляння.
Помер у 1901 році. Йому спадкував його син Хабібулла-хан.